# Shenkeng
Shenkeng (chiń. upr. 深坑区; chiń. trad. 深坑區; pinyin Shēnkēng qū; Wade-Giles Shen-k’eng ch’ü; pe̍h-ōe-jī Chhim-kheⁿ-khu) – dzielnica (chiń. 區, qū) miasta wydzielonego Nowe Tajpej na Tajwanie. Znajduje się we wschodniej części miasta.
23 czerwca 2009 komitet przy Ministrze Spraw Wewnętrznych Republiki Chińskiej zarekomendował przekształcenie dotychczasowego powiatu Tajpej (chiń. trad. 臺北縣; pinyin Taibei xiàn) w miasto wydzielone; wszystkie gminy wiejskie (chiń. 鄉, xiāng), jak Shenkeng, gminy miejskie i miasta wchodzące w skład powiatu zostały przekształcone w dzielnice (chiń. 區, qū). Ustawa weszła w życie 25 grudnia 2010 roku.
Populacja dzielnicy Shenkeng w 2016 roku liczyła 23 683 mieszkańców – 11 833 kobiety i 11 850 mężczyzn. Liczba gospodarstw domowych wynosiła 9548, co oznacza, że w jednym gospodarstwie zamieszkiwało średnio 2,48 osób.

## Demografia (2010–2016)
| Rok  | Liczba ludności | Gęstość zaludnienia | Kobiety | Mężczyźni | Gospodarstwa domowe |
| ---- | --------------- | ------------------- | ------- | --------- | ------------------- |
| 2010 | 23 241          | 1129                | 11 531  | 11 710    | 8789                |
| 2011 | 23 531          | 1143                | 11 683  | 11 848    | 9085                |
| 2012 | 23 569          | 1145                | 11 707  | 11 862    | 9198                |
| 2013 | 23 622          | 1147                | 11 757  | 11 865    | 9265                |
| 2014 | 23 636          | 1148                | 11 775  | 11 861    | 9330                |
| 2015 | 23 594          | 1146                | 11 783  | 11 811    | 9458                |
| 2016 | 23 683          | 1150                | 11 833  | 11 850    | 9548                |